# 支鑫华
支鑫华（1987年8月7日—），是一名已退役的中国足球运动员，在职业生涯都在广州恒大度过，担任守门员。

## 俱乐部生涯
2006年底，广州医药总教练古广明为备战第29届省港杯足球赛，将支鑫华提升到一队，并在2007赛季成为广州医药队的第三门将。
2007年10月14日，由于广州队的主力门将李帅参加国家队集训，主教练沈祥福在和北京理工大学的比赛中只能使用二号门将张云涛，但张云涛表现低迷，上半场即连丢两球，于是下半场沈祥福将支鑫华派遣上场，这也是支鑫华的职业联赛首秀。这场比赛过后，他成为球队的二号门将，并在6天后客场0比1不敌江苏舜天的比赛中得到首发出场的机会。
广州医药队升级到中超后，由于沈祥福更信任主力门将李帅和从北京理工大学转会到广州队的张思，支鑫华重新变为球队的第三号门将，在2008赛季和2009赛季都未能获得出场机会。2010赛季，虽然广州队被罚降级到中甲联赛，张思也回到北京理工大学，但支鑫华在出场顺位上落后于刚从青年队提升到一队的董春雨继续担任球队第三门将，赛季中虽然几次进入替补名单，但依然未能出场。2011赛季，前国家队球员杨君的转会加盟使得支鑫华变为球队的第四门将，仅在预备队联赛中有过出场记录。
2013年1月，支鑫华因伤退役。